# Yasser Al-Shahrani
Yasser Gharsan al-Shahrani (ur. 25 maja 1992 w Ad-Dammam) – saudyjski piłkarz występujący na pozycji lewego obrońcy w saudyjskim klubie Al-Hilal. Reprezentował swój kraj na Mistrzostwach Świata do lat 20 w 2011 i Mistrzostwach Świata w 2018.
Był (wraz z Lionelem Messim) twarzą bliskowschodniego wydania gry Fifa 16.